# Sommarmalört
Sommarmalört (Artemisia annua) är en växtart i malörtssläktet (Artemisia) i familjen korgblommiga växter (Asteraceae). Arten beskrevs först av Carl von Linné 1753.

## Beskrivning
Sommarmalört är en ettårig, starkt grenad ört som blir upp till 2 meter hög. Den är grön, men äldre delar kan rodna. Bladen är starkt flikade. Blommorna är små, tvåkönade och gulgröna.

## Utbredning
Sommarmalörten härstammar från Nordafrika, Östeuropa och större delen av Asien, men har införts och naturaliserats i övriga Europa, Nord- och Sydamerika. I Sverige förekommer arten som tillfällig eller kvarstående.

## Användning
Eterisk olja från växten innehåller bland annat ämnet artemisinin, som har flera medicinska effekter. Växten har länge använts i traditionell kinesisk medicin på grund av flera olika egenskaper.
Artemisinin är ett effektivt medel mot malaria. Halva Nobelpriset i medicin 2015 gick till Tu Youyou för att hon 1972 upptäckte och renframställde artemisinin för användning som malarialäkemedel. Sommarmalört (kinesiska: 青蒿?, pinyin: qīnghāo) är den mest använda örten mot malaria i kinesisk medicin. Man har hittat flera hundra beskrivningar på hur örten använts. Extraktet har bäst effekt om det inte kokas; kallt extrakt på sommarmalört finns beskrivet år 340 av den taoistiske lärde Ge Hong. Malarialäkemedel baserade på artemisimin och derivat av artemisimin används globalt i stor skala sedan 1990-talet.

## Bildgalleri

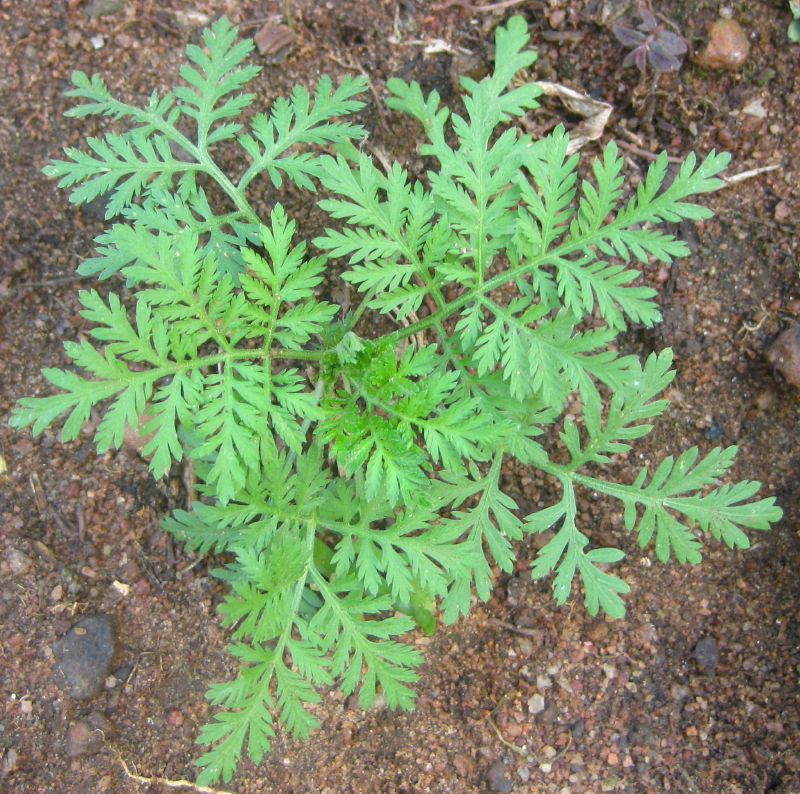
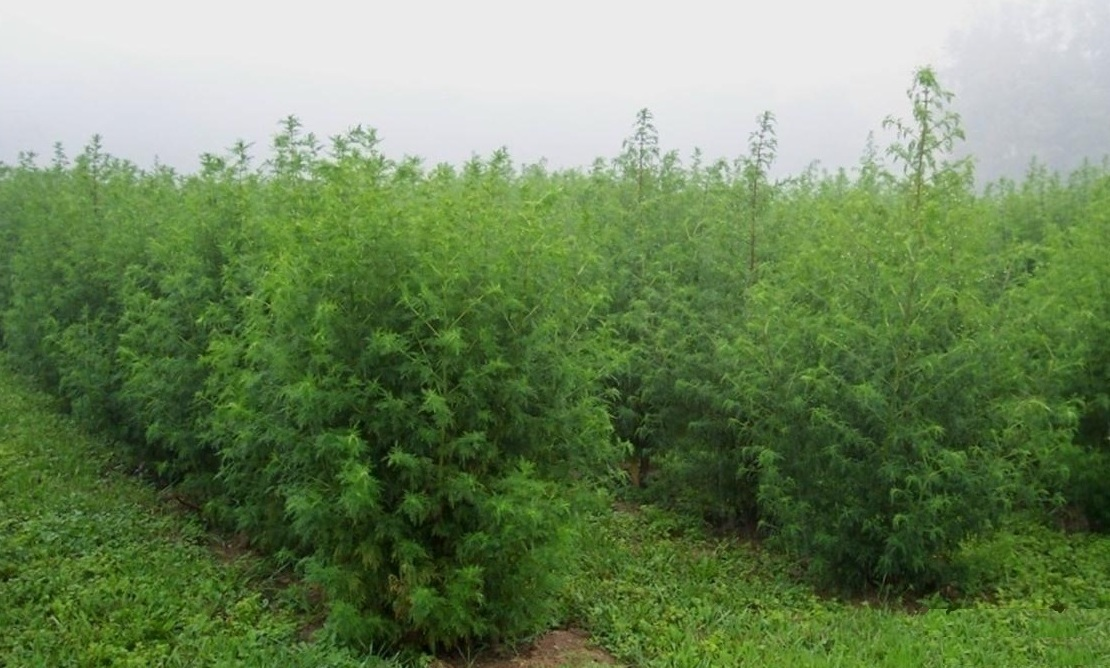
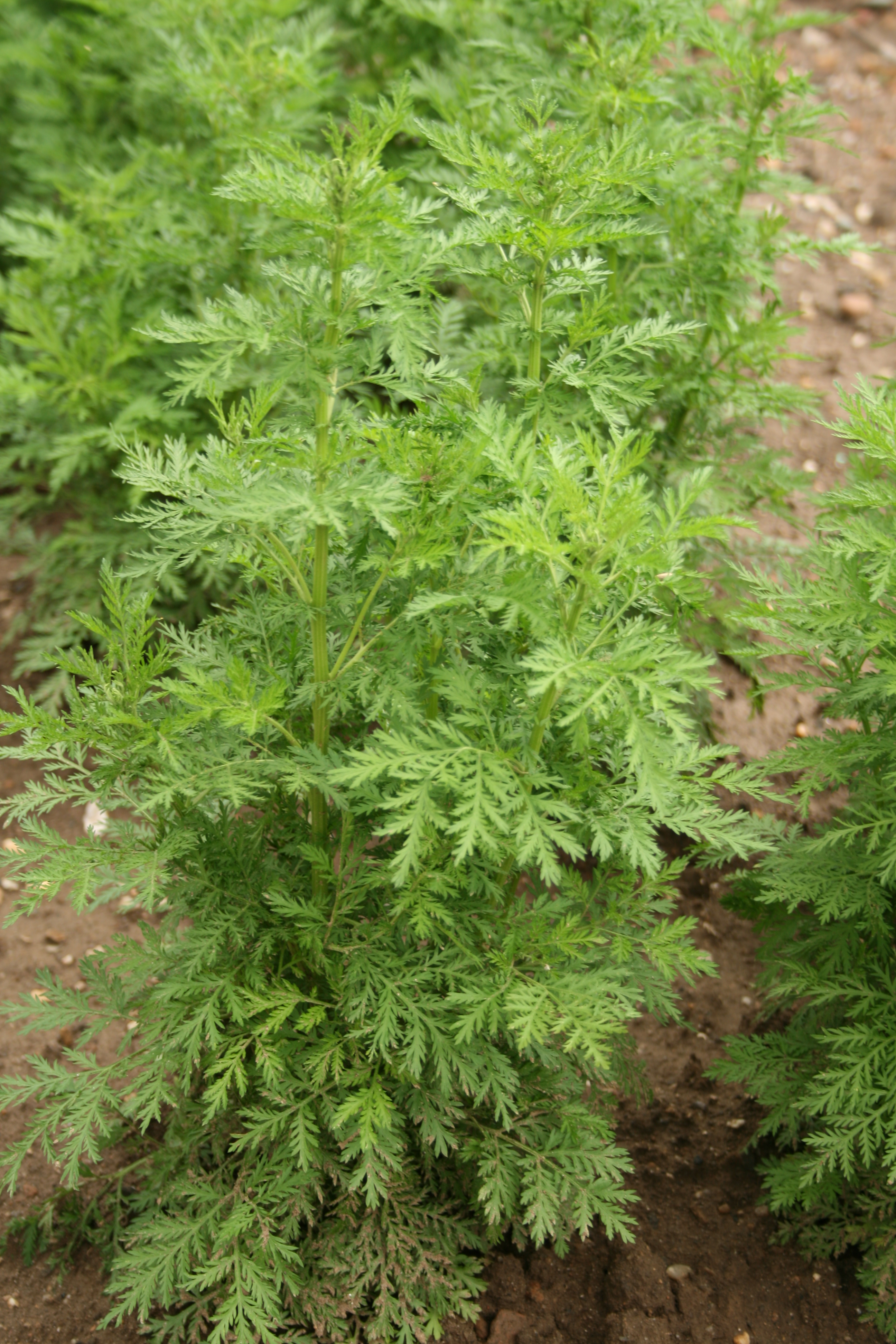
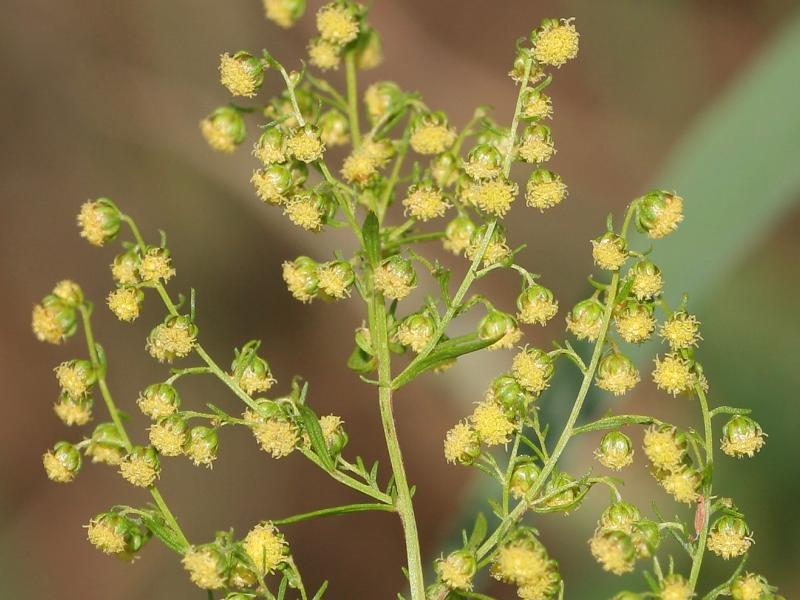
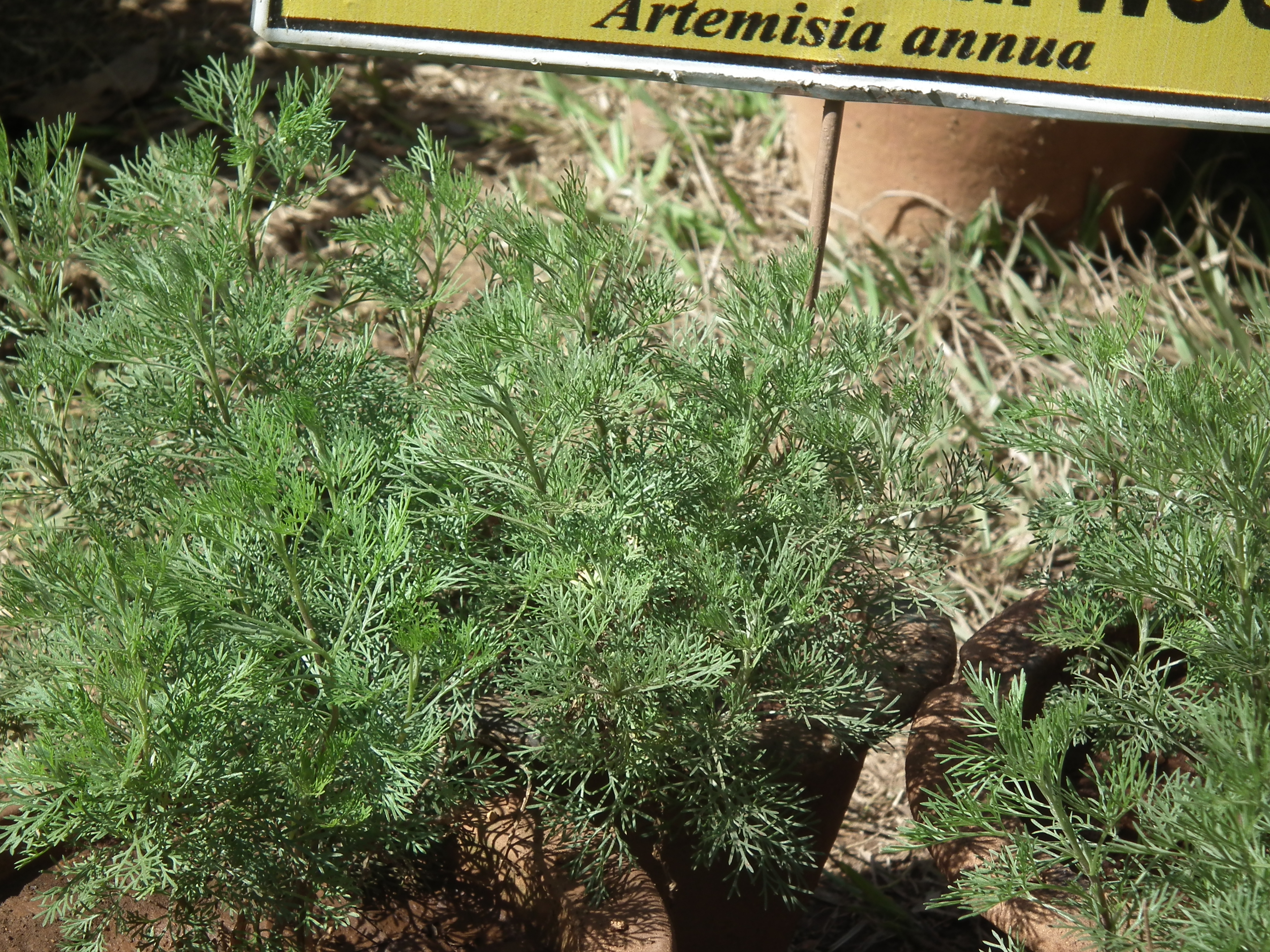
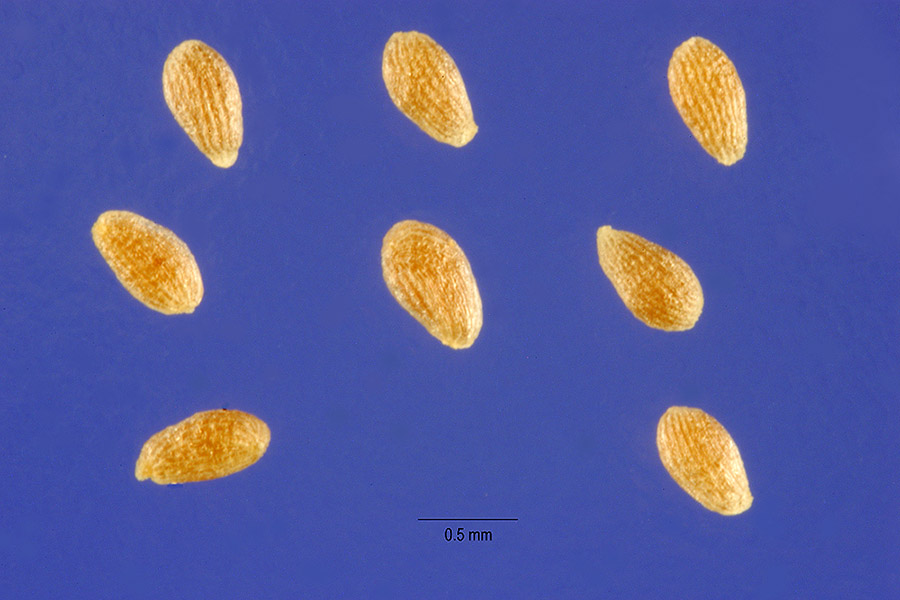